# Montauban-de-Luchon
Montauban-de-Luchon (okzitanisch Montauban de Luishon) ist eine französische Gemeinde mit 506 Einwohnern (Stand 1. Januar 2022) im Département Haute-Garonne in der Region Okzitanien; sie gehört zum Arrondissement Saint-Gaudens und zum 2016 gegründeten Gemeindeverband Pyrénées Haut Garonnaises. Die Einwohner werden Montalbanois genannt.

## Geografie

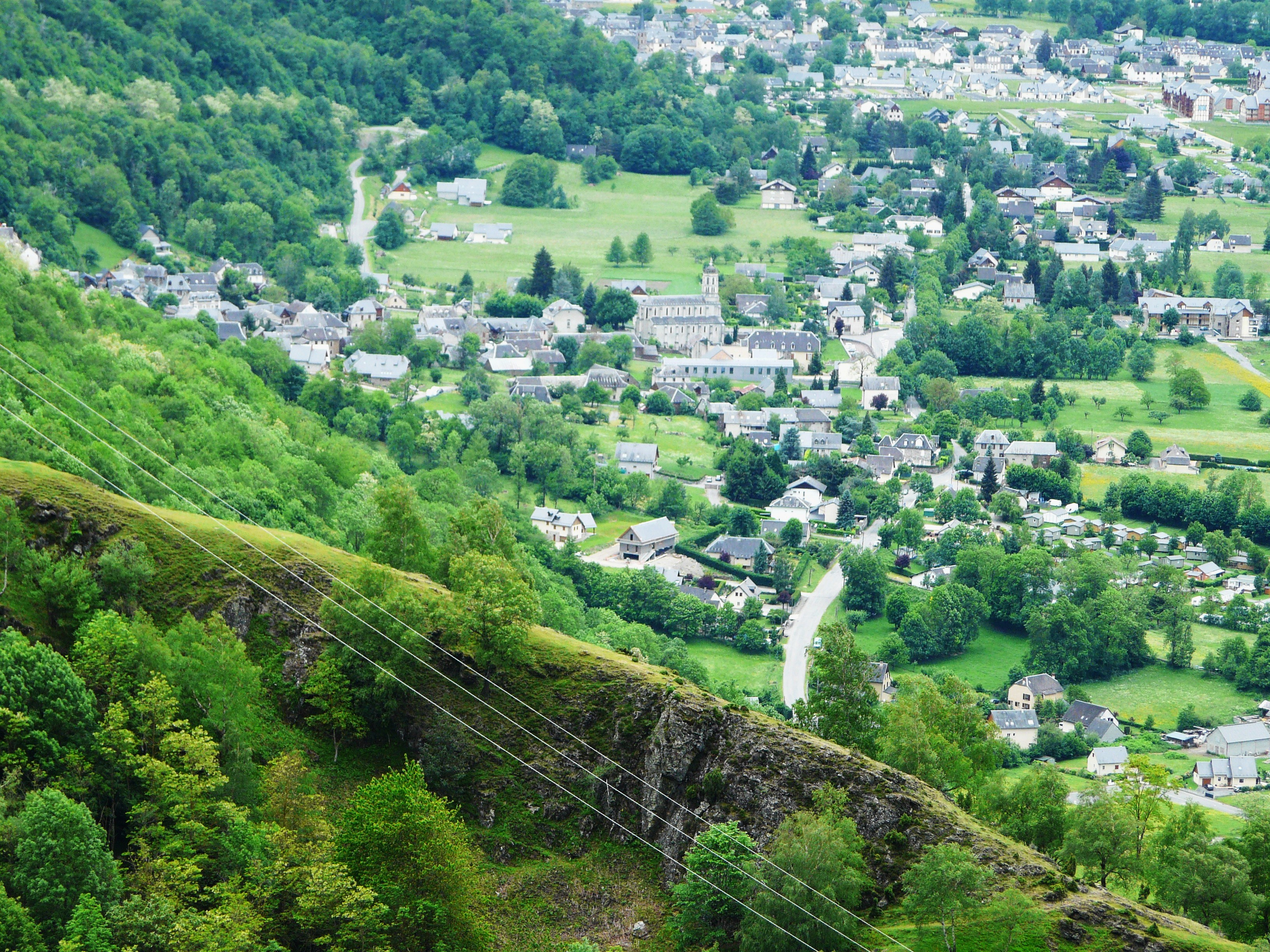
Blick auf Montauban-de-Luchon

Montauban-de-Luchon liegt am rechten Ufer des Pique in den Pyrenäen und in der historischen Provinz Comminges an der Grenze zu Spanien. Umgeben wird Montauban-de-Luchon von den Nachbargemeinden Juzet-de-Luchon im Norden, Bossòst (Spanien) im Osten, Saint-Mamet im Süden sowie Bagnères-de-Luchon im Westen.

## Bevölkerungsentwicklung
| Jahr          | 1962 | 1968 | 1975 | 1982 | 1990 | 1999 | 2006 | 2011 | 2016 | 2019 |
| Einwohner     | 263  | 337  | 352  | 416  | 434  | 481  | 464  | 473  | 488  | 503  |
| Quelle: INSEE |      |      |      |      |      |      |      |      |      |      |

## Sehenswürdigkeiten
- Kirche Notre-Dame-de-l’Assomption, erbaut Ende des 19. Jahrhunderts
- Wasserfall von Montauban

## Weblinks

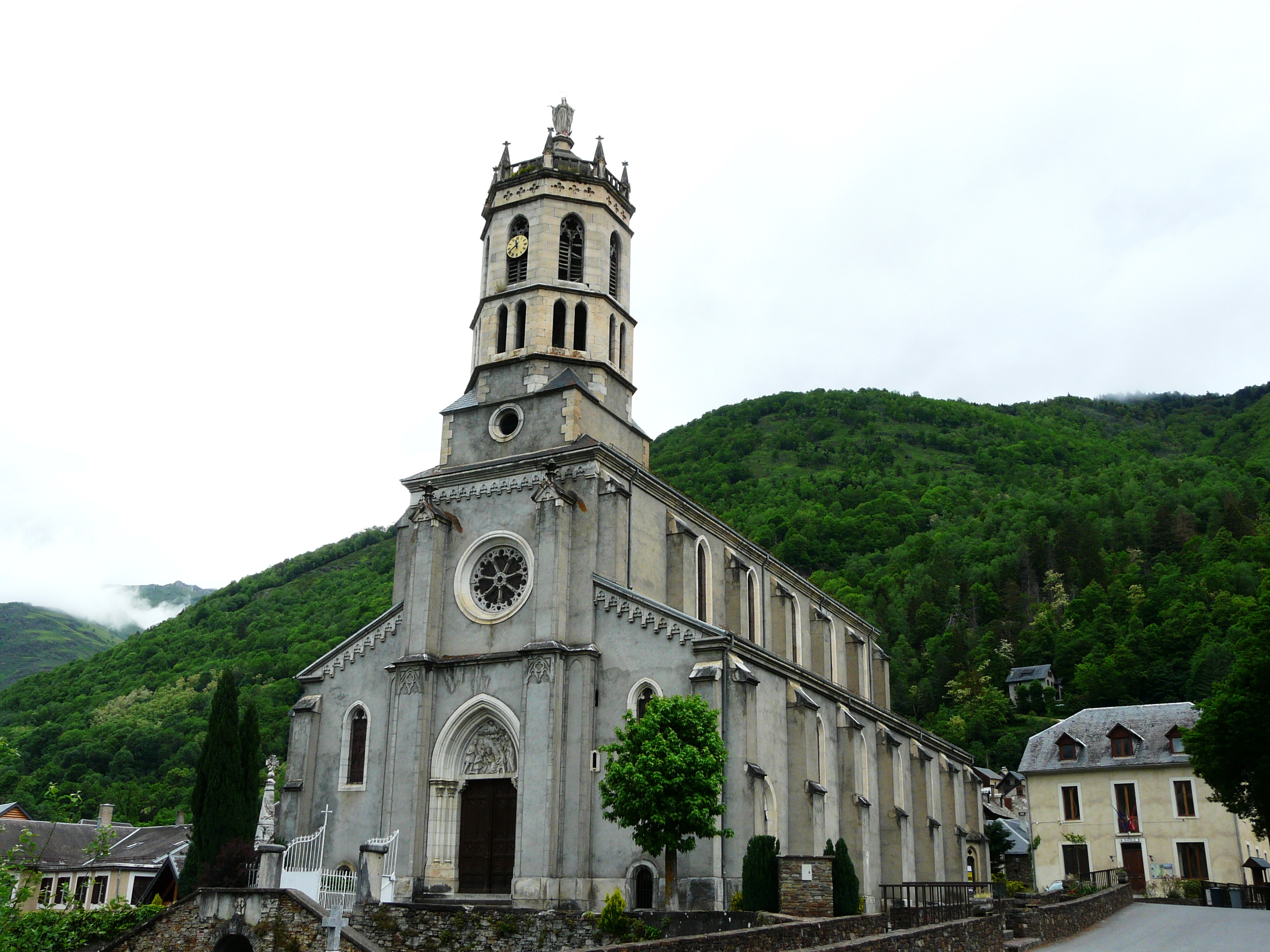
Kirche Notre-Dame-de-l’Assomption